# Ceesepe
Ceesepe, właśc. Carlos Sánchez Pérez (ur. 1958, Madryt; zm. 7 września 2018 tamże) – hiszpański malarz, rysownik i reżyser związany z ruchem artystycznym la movida madrileña. Rysował dla czasopism madryckich i barcelońskich, tworzył także komiksy, murale oraz plansze i plakaty do filmów, a także okładki płyt i reklamy. Współpracował często z malarzem znanym pod pseudonimem El Hortelano. Jego pseudonim pochodzi od jego inicjałów (ce-ese-pe).
Twórczość plastyczną rozpoczynał od rysowania komiksów i rysunków publikowanych w barcelońskich czasopismach (m.in. "Disco-Express", "Rock-Comix" i "El Vibora"), malarstwem zajął się dopiero później. Jego pierwsza wystawa odbyła się w Madrycie w 1979 roku w galerii Buades. W 1980 wyreżyserował film krótkometrażowy El Beso ("Uścisk"). W latach 80. jego twórczość ukazywała się w piśmie "La Luna de Madrid", stworzył też wtedy plansze i plakaty do filmów Pedro Almodóvara Pepi, Luci, Bom i inne dziewczyny z dzielnicy (1980) oraz Prawo pożądania (1987). Wyreżyserował też inne swoje filmy, m.in. Koloroa, Buenaventura, Amor apache, El dia que muera Bombita, La Dama y el Vagabundo. Jego rysunki wykorzystywane są często na okładkach powieści, których akcja rozgrywa się w Madrycie okresu movidy (m.in. Madrid ha muerto Luisa Antonia de Villeny).
Początkowo tworzył obrazy malując farbami akrylowymi, z czasem wprowadził również technikę kolażu. Jego malarstwo inspirowane jest estetyką komiksową (intensywne kolory, wyraziste kontury, płaskie barwy). Podejmuje tematykę urbanistyczną, przedstawia życie proletariatu miejskiego (prostytutki, pijacy itp.) i nocne życie miasta. W jego twórczości pojawiają się znane postacie movidy. Malarstwo to jest dynamiczne i żywiołowe. Ceesepe chętnie korzysta z tradycyjnej hiszpańskiej ikonografii, inspiruje się estetyką i muzyką tanga, czerpie też z pop-artu.